# Askanjärvi (sjö i Puolango, Kajanaland, Finland)
Askanjärvi eller Iso Aska är en sjö i Finland. Den ligger i kommunen Puolango i landskapet Kajanaland, i den centrala delen av landet, 600 km norr om huvudstaden Helsingfors. Askanjärvi ligger 172,2 meter över havet. Den är 4,2 meter djup. Arean är 1,48 kvadratkilometer och strandlinjen är 7,45 kilometer lång. Sjön  ingår i Ijo älvs huvudavrinningsområde. 